# Agrilus terraereginae
Agrilus terraereginae es una especie de insecto del género Agrilus, familia Buprestidae, orden Coleoptera.
Fue descrita científicamente por Blackburn, 1892.